# 岡田由紀子
岡田 由紀子（おかだ ゆきこ、1950年5月20日 - ）は、主に1960年代〜1990年代に活動していた日本の元女優。

## 来歴・人物
東京都杉並区出身。3人兄弟の末っ子（姉と兄がいる）。父親は企業経営者。5歳の時に劇団若草に入って芸能界入り、子役から活動。その後東映児童研修所に移って学ぶ 。
東京都立荻窪高等学校卒業、東京富士大学短期大学部企業経営科卒業。短大在学中に出演したテレビドラマ『セブンティーン -17才-』（日本テレビ、東映）で初主演。なお、一時期「岡田由起子」の名前で出演していたこともある。
身長は154cm（1970年当時）。なお、1967年4月2日生まれの同姓同名の女優（、）とは別人である。

## 出演作品

### 映画
（）
- こけし子守唄 夕やけ鴉（1957年8月20日公開、東映） - サチコ 役
- 母子草（1959年4月22日公開、東映） - 高山陽子 役
- 特ダネ三十時間 白昼の脅迫 女の牙（1960年2月9日公開） - 販売店の娘 役[7]）
- 風来坊探偵 赤い谷の惨劇（1961年6月9日公開、ニュー東映） - 上田牧場の子供E 役
- はだかっ子（1961年11月22日公開、ニュー東映） - 高山一子 役
- 王将（1962年11月23日、東映） - 玉枝の少女時代 役、ナレーション
- わんぱく王子の大蛇退治（1963年3月24日公開、東映動画・劇場用アニメ映画） - クシナダ姫 役[要出典]
- 真田風雲録（1963年6月2日公開、東映）
- 廓育ち（1964年9月23日公開、東映） - 雪枝の少女時代 役
- ガリバーの宇宙旅行（1965年3月20日公開、東映動画・劇場用アニメ映画） - 夢の使者キューピッド 役
- 冷飯とおさんとちゃん（1965年4月10日公開、東映） - 第3話「ちゃん」、おつぎ 役
- 終りなき生命を（1967年7月8日公開、日活） - 小神幸子 役
- 空飛ぶゆうれい船（1969年7月20日公開、東映動画・劇場用アニメ映画） - ルリ子 役
- 恋のつむじ風（1969年3月21日公開、日活） - 一ノ瀬ミチ子 役
- 冠婚葬祭入門 新婚心得の巻（1971年3月3日公開、松竹） - 塚本珠子 役
- 樺太1945年夏 氷雪の門（1974年8月17日公開、東映洋画） - 斉藤秋子 役

### テレビドラマ
（）
- ルミコよ・わが子（NHK総合、1958年3月22日）
- 御身（NET、1962年1月5日〜1962年6月29日）
- 鉄道公安36号（NET）
  - 第16話「声なき絶叫」（1963年9月18日） - 松枝 役
  - 第179話「お父は何処にいる」（1966年11月17日）
- 風と樹と空と（日本テレビ、1965年10月9日）第12話「男と女に乾杯」
- 幼い二人（NHK総合、1966年8月20日）
- 何処へ（日本テレビ、1966年）
- 彼岸花（フジテレビ、1967年）
- 泣いてたまるか（TBS）
  - 第42回「先生ラブレターを書く」（1967年4月16日）
  - 第45回「先生、初恋の人に逢う」（1967年5月21日）
- 青い太陽（NET、1968年） - 浅井恵子 役 ※レギュラー
- 日本剣客伝（NET、1968年） 第8話「高柳又四郎」
- 若い川の流れ（日本テレビ、1968年 - 1969年） - 北岡マキ子 役 ※レギュラー
- スープのできるまで（NHK総合、1968年9月5日）
- 水葬記（九州朝日放送、1968年11月24日）
- 孤独のメス（TBS、1969年5月5日）第1話「グッド. バイ ベビー」- 林敏絵 役
- お金がこわい!（TBS、1969年5月5日 - 1969年7月28日） - ハイティーンの芸者 役[1]
- セブンティーン -17才-（日本テレビ、1969年） - 梶原ゆかり 役 ※主演 [10]
- 見合い恋愛（日本テレビ、1969年10月6日） 第8話「見合い作戦3対1」
- 甘柿しぶ柿つるし柿（TBS、1969年 - 1970年） - お手伝いさん役 ※レギュラー [4]
- 明日のしあわせ（NET、1970年）
- 愛の荒野（TBS、花王愛の劇場　1970年）※レギュラー
- 愛と死と（TBS、花王愛の劇場　1970年）※レギュラー
- うちのかあさん（フジテレビ、1970年）第2話
- おれは男だ!（日本テレビ、1971年12月12日）第34話「星の広場に集まれ！」
- 恋愛術入門（TBS、1971年3月7日）第20話「男の賭けは高くつく」
- 遠山の金さん捕物帳（NET）
  - 第35話（1971年3月7日）「蒸発した女」、おけい 役
  - 第69回（1971年10月31日）「牢に散る男」、おりき 役
  - 第141話（1973年3月18日）「孔子を裏切った男」、お初 役
- 軍兵衛目安箱（NET、1971年） - おぼん 役 ※レギュラー
- 清水次郎長（フジテレビ、1971年12月18日） - 第33話「小判の忘者を叩き斬れ」
- なお子と五人の夫（NHK総合、1971年）
- 銭形平次（フジテレビ）
  - 第288話（1971年11月10日）「明暗一筋切」
  - 第339話（1972年11月1日）「冥土の土産」
  - 第363話（1973年4月18日）「噂」、お琴 役
- 24時間の男（TBS、1972年） - 吉田亜紀子 役 ※レギュラー
- 大江戸捜査網II（東京12チャンネル、1972年10月14日） - 第30話「凧に恋風江戸の空」、妙姫 役
- 木枯し紋次郎（フジテレビ、1972年4月22日） - 第13話「見かえり峠の落日」、お八重 役
- 新・番頭はんと丁稚どん（毎日放送制作・NET系列、1972年） 第34話
- 変身忍者嵐（毎日放送・NET系列、1972年8月4日） 第18話「イノシシ大砲！百万発!!」- 紀州山賊の女頭領・お杉 役
- シークレット部隊（TBS、1972年6月2日） 第9話「死刑台の未亡人たち」
- あした天気になあれ（NHK総合、1972年） - 村田春子 役 ※レギュラー
- キイハンター（TBS、1972年12月2日） 第244話「拳銃P-007大捜査網」
- 特別機動捜査隊（NET、1973年1月3日）第583話「初笑いトバッチリ三船班」- 渚 役
- 新諸国物語 笛吹童子 第15話「がんばれ!わんぱく大奮戦」（1973年、TBS / 大映テレビ）
- けったいな人びと（NHK総合、1973年 - 1974年） - 大槌みつ子 役 ※レギュラー
  - 続けったいな人々（NHK総合、1975年 - 1976年） - 大槌みつ子 役 ※レギュラー
- 八州犯科帳（フジテレビ、1974年） - 第12話
- どてらい男（関西テレビ・フジテレビ系） 
  - 第22話（1974年2月26日）「恋と親友」
  - 第23話（1974年3月5日）「東京進出」
- 火曜サスペンス劇場「再会・殺意の方程式」（日本テレビ、1988年12月6日） - クラブのママ 役 ※岡田由起子名義
- 土曜ワイド劇場「実年素人探偵とおんな秘書の名推理(7)・佐渡・越後路同窓会ツアー殺人事件」（テレビ朝日、1991年4月27日） - 村木博子 役

### テレビアニメ
- 狼少年ケン（1963年 - 1964年）